# Jesse Rath
Jesse Rath (nacido el 11 de febrero de 1989) es un actor  canadiense. Actualmente interpreta a Brainiac 5 en la serie de televisión estadounidense de The CW, Supergirl.

## Vida y carrera
Rath nació en Montreal, Quebec. Su madre es descendiente de indios de Goans y su padre es de origen británico y austríaco. Su hermana mayor es la actriz Meaghan Rath.
El primer papel de Rath fue en 2005, como corredor en una película de deportes, The Greatest Game Ever Played y luego se unió a una película de bajo presupuesto, Prom Wars: Love Is a Battlefield, seguida de The Trotsky. Obtuvo su mayor oportunidad en la televisión en 2009 después de ser elegido para la miniserie, Assassin's Creed: Lineage, interpretando el papel de uno de los hijos del personaje principal. El mismo año, fue seleccionado para un papel recurrente en la serie de Disney XD, Aaron Stone. Luego fue elegido como uno de los personajes principales en la serie de CBC aclamada por la crítica, 18 to Life. Fue entonces lanzado en una película directamente en vídeo, The Howling: Reborn. Más tarde se unió a otra serie canadiense, Mudpit. También fue estrella invitada en Being Human interpretando el papel del hermano menor de la protagonista, quien es su hermana en la vida real. A mediados de 2012, fue elegido para Defiance.
El 15 de junio de 2018, se anunció que Rath fue promovido al elenco principal para la cuarta temporada de Supergirl, luego de ser recurrente el la tercera.

## Filmografía

### Cine
| Año  | Título                           | Personaje         | Notas                  |
| ---- | -------------------------------- | ----------------- | ---------------------- |
| 2005 | The Greatest Game Ever Played    | Corredor          | Película independiente |
| 2008 | Prom Wars: Love Is a Battlefield | Francis           |                        |
| 2009 | Dead Like Me: Life After Death   | Adolescente       | Película de televisión |
| 2009 | The Trotsky                      | Dwight            |                        |
| 2009 | Assassin's Creed: Lineage        | Federico Auditore | Cortometraje           |
| 2011 | The Howling: Reborn              | Sachin            |                        |
| 2012 | The Good Lie                     | Jesse             | Película independiente |
| 2013 | His Turn                         | Dicko             | Película de televisión |

### Televisión
| Año       | Título                    | Personaje              | Notas                                                             |
| --------- | ------------------------- | ---------------------- | ----------------------------------------------------------------- |
| 2010      | Aaron Stone               | Ram                    | 16 episodios                                                      |
| 2011      | 18 to Life                | Carter Boyd            | 25 episodios                                                      |
| 2012      | Mudpit                    | Liam/Lamb              | 16 episodios                                                      |
| 2012      | My Babysitter's a Vampire | Hottie Hotep           | Episodio: Hottie Ho-Tep                                           |
| 2013-2014 | Being Human               | Robbie Malik           | 4 episodios                                                       |
| 2013–2015 | Defiance                  | Alak Tarr              | 24 episodios                                                      |
| 2016      | Code Black                | James                  | Episodio: Hail Mary                                               |
| 2016-2017 | No Tomorrow               | Timothy Finger         | 13 episodios                                                      |
| 2018-2021 | Supergirl                 | Querl Dox / Brainiac 5 | Elenco recurrente (temporada 3) Elenco principal (temporadas 4-6) |

## Premios y nominaciones
| Año  | Premiación             | Nominado por | Categoría                                                                          | Resultado | Ref. |
| ---- | ---------------------- | ------------ | ---------------------------------------------------------------------------------- | --------- | ---- |
| 2010 | Premios Gemini         | 18 to Life   | Mejor actuación en conjunto en un programa o serie de comedia                      | Nominado  |      |
| 2011 | Premios Gemini         | 18 to Life   | Mejor actuación en conjunto en un programa o serie de comedia                      | Nominado  |      |
| 2017 | Canadian Screen Awards | The Brief    | Mejor actuación de un actor en un programa o serie producida para medios digitales | Nominado  |      |